# Jan Lanting
Jan Nanning Lanting (Sneek, 3 november 1943) is een Nederlands archeoloog.
Hij groeide op in Enschede. Hij is een broer van archeoloog Albert Etto Lanting (1941-2004), met wie hij ook samen gepubliceerd heeft. Jan Lanting is gehuwd met de Ierse archeologe Anna Lucia Brindley. 
Lanting, aanvankelijk chemicus, studeerde prehistorie aan de Rijksuniversiteit Groningen. 
Na zijn afstuderen werd hij aangesteld als wetenschappelijk medewerker. Als bijkomende taak werd hij conservator over de vergelijkingscollectie archeologische artefacten van het Biologisch Archeologisch Instituut (B.A.I.). Lanting begon al vroeg met het publiceren van voornamelijk oude opgravingsgegevens uit de tijd van Van Giffen in onder meer de Groninger Volksalmanak.
Lanting wordt beschouwd als een kenner van de West-Europese prehistorie en is specialist op het gebied van natuurwetenschappelijke dateringsmethoden, met name de C14-datering. Tot zijn pensionering in 2008 was hij als universitair docent verbonden aan het Groninger Instituut voor Archeologie (G.I.A.). 
Lanting publiceert sinds de jaren 70 van de 20e eeuw met regelmaat in diverse archeologische tijdschriften en jaarboeken. Vermelding verdienen de in samenwerking met Hans van der Plicht gepubliceerde kritische overzichten van de C14-dateringen uit het Laat-Neolithicum en het Mesolithicum in Nederland en aangrenzende gebieden in het tijdschrift Palaeohistoria.
- Library of Congress Control Number: n88094556
- Nederlandse Thesaurus van Auteursnamen: 142079588
- Système universitaire de documentation: 179458280
- Virtual International Authority File: 234983990